# ヘックマン (小惑星)
ヘックマン (1650 Heckmann) は小惑星帯に位置する小惑星である。カール・ラインムートがハイデルベルクのケーニッヒシュトゥール天文台で発見した。
ドイツの天文学者オットー・ヘックマンに因んで名付けられた。